# Coptodactyla onitoides
Coptodactyla onitoides là một loài bọ cánh cứng trong họ Bọ hung (Scarabaeidae).